# آفریکان اسپیر
آفریکان آلکساندروویچ اسپیر (۱۸۲۷–۱۸۹۰) فیلسوف نئوکانتی روسی با اصالت آلمانی-یونانی بود که آثارش عمدتاً به زبان آلمانی است. کتابش تحت‌عنوان تفکر و واقعیت بر نوشته‌های فریدریش نیچه تأثیرگذار بود.